# Central térmica Cristóbal Colón
La central térmica Cristóbal Colón es una instalación termoeléctrica de ciclo combinado situada en la margen izquierda de la Ría de Huelva, en el término municipal de Huelva, en la provincia homónima (España). Iniciada por la Compañía Sevillana de Electricidad, constaba de 3 grupos térmicos de ciclo convencional de 68, 148 y 160 MW, que fueron sustituidos en 2006 por uno de ciclo combinado de 397,8 MW. Es propiedad de la empresa Endesa.

## Historia
Las obras para la construcción de una central térmica de fueloil en el lugar en que se ubica la actual, en la confluencia de los ríos Tinto y Odiel, fueron comenzadas por la Compañía Sevillana de Electricidad en 1959. Su objetivo era la producción de energía eléctrica para abastecer la incipiente demanda del sector industrial. Este primer grupo, de 68 MW, fue conectado a la red eléctrica el 30 de agosto de 1961. Fue denominada Cristóbal Colón, en honor del navegante a quien se atribuye el descubrimiento de América, y que partió del cercano puerto de Palos de la Frontera en su viaje.
Poco después comenzaron las obras para la ampliación de la central a un segundo grupo, de 148 MW, y que fue puesta en marcha el 27 de diciembre de 1963. Esta ampliación convirtió la central en la más importante de Sevillana de Electricidad, y la segunda de España en cuanto a tecnología y potencia.
A partir de 1964 se puso en marcha la articulación del denominado Polo Químico de Promoción y Desarrollo de Huelva. La creación de un importante tejido industrial en torno a la central propició los planes para la ampliación a un tercer grupo. Éste, de 160 MW, fue conectado a la red el 2 de marzo de 1968, proporcionando una potencia total instalada de 376 MW. Con la llegada del gas natural canalizado, se planteó la posibilidad de utilizarlo como combustible, adaptando el Grupo II para su funcionamiento con gas natural en 1996, eliminando casi en su totalidad las emisiones a la atmósfera de SO2 y NOx.
Con la absorción de Sevillana de Electricidad por parte de Endesa, la compañía emprendió un nuevo plan estratégico, que incluía la sustitución total del fueloil por el gas natural como combustible para la central. El 31 de marzo de 2003 se publicó en el Boletín Oficial del Estado la autorización de instalación de un ciclo combinado que sustituiría los dos grupos de la central y se declaraba de utilidad pública. Así, en 2004 comenzaron las obras para la construcción de la nueva central, que sustituiría paulatinamente a los tres grupos originales. Este ciclo combinado se puso en marcha el 13 de noviembre de 2006. El Grupo I fue desconectado en 2001, el Grupo III en 2005 y el Grupo II en 2006, coincidiendo con la puesta en marcha de las nuevas instalaciones. Endesa procedió después al desguace de los tres grupos.
El proyecto de instalación del ciclo combinado generó cierto rechazo social en Huelva, donde algunos colectivos defendían la recuperación del espacio ocupado por las industrias químicas que durante el franquismo fueron instaladas en la confluencia de los ríos Tinto y Odiel, en la llamada Punta del Sebo.